# تیم ملی فوتبال زیر ۲۱ سال بلژیک
تیم ملی فوتبال زیر ۲۱ سال بلژیک (انگلیسی: Belgium national under-21 football team) یا تیم ملی فوتبال جوانان بلژیک، نماینده کشور بلژیک در مسابقات فوتبال جوانان اروپا و جهان است که زیر نظر اتحادیه سلطنتی فوتبال بلژیک فعالیت می‌کند. 